# Lijst van Romeinse gouverneurs van Syria

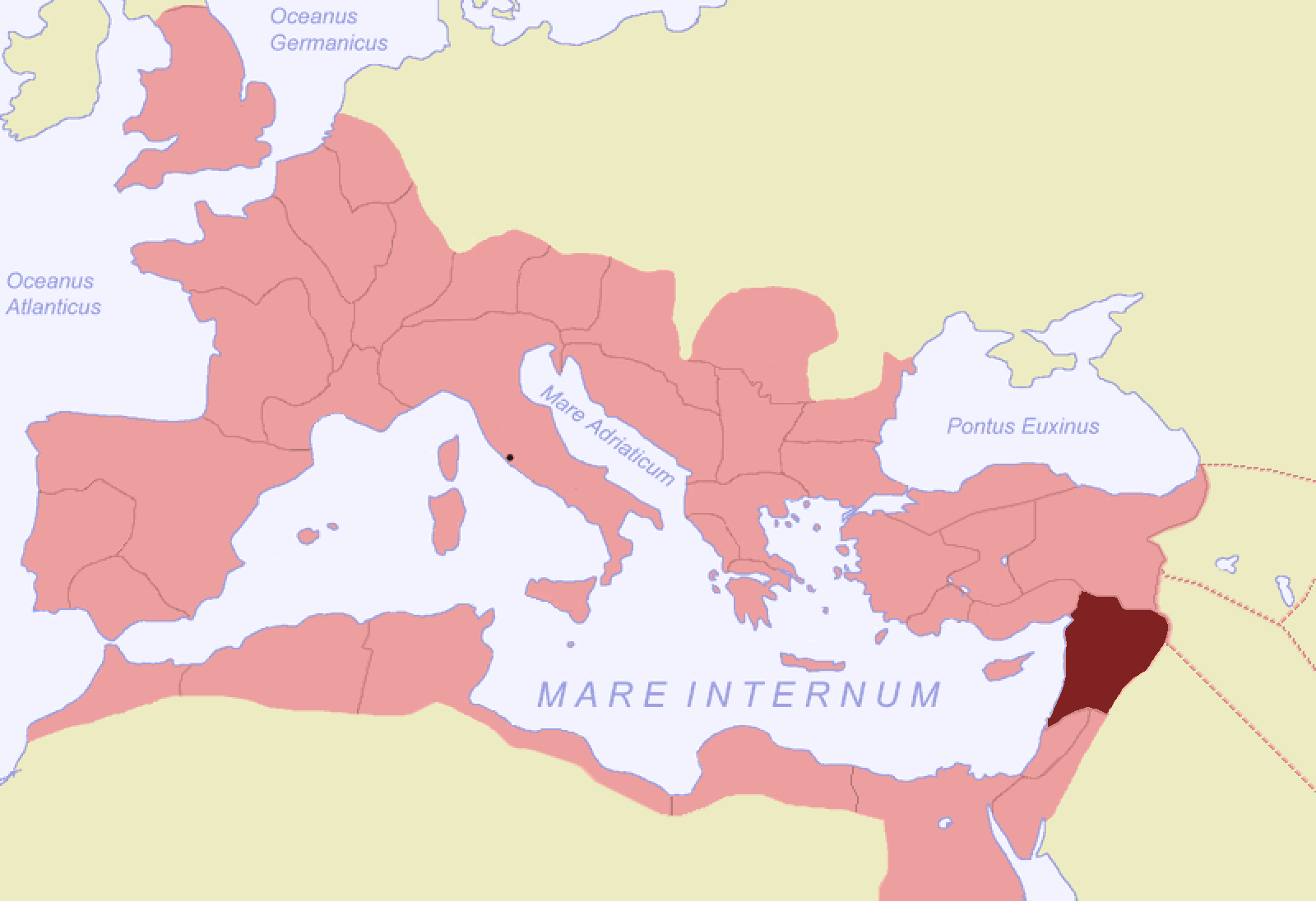
Syria in 116 n.Chr.

Dit is een lijst van de Romeinse gouverneurs van Syria vanaf de herinrichting van het Nabije Oosten door Gnaeus Pompeius Magnus tot de verwoesting van de tempel in 70 n.Chr. In dit tijdperk vallen de ambtsperioden van de Hasmonese hogepriesters, de heerschappij van de Herodiaanse vorsten en de perioden waarin delen van Palestina (in het bijzonder Judea) rechtstreeks door Rome werden bestuurd. In ieder geval was de invloed van de gouverneur op de lokale gezagsdragers aanzienlijk. De Romeinse praefecti/procuratoren van Judea stonden onmiddellijk onder de Syrische gouverneur.

## Gouverneurs van Syria
- 65–61 v.Chr.: Marcus Aemilius Scaurus (Syria sinds 64 v.Chr. Romeinse provincie)
- 61–60 v.Chr.: Lucius Marcius Philippus
- 59–58 v.Chr.: Gnaeus Cornelius Lentulus Marcellinus
- 57–54 v.Chr.: Aulus Gabinius
- 54–53 v.Chr.: Marcus Licinius Crassus
- 52–51 v.Chr.: Gaius Cassius Longinus
- 51–50 v.Chr.: Marcus Calpurnius Bibulus
- 50 v.Chr.: Fabricius Veiento
- 49–48 v.Chr.: Quintus Caecilius Metellus Pius Scipio
- 47–46 v.Chr.: Sextus Iulius Caesar
- 44–43 v.Chr.: Lucius Staius Murcus
- 44–43 v.Chr.: Publius Cornelius Dolabella
- 43–42 v.Chr.: Gaius Cassius Longinus
- 42–40 v.Chr.: Lucius Decidius Saxa
- 40–38 v.Chr.: Publius Ventidius Bassus
- 38–37 v.Chr.: Gaius Sosius
- 35 v.Chr.: Lucius Munatius Plancus
- ca. 34–32 v.Chr.: Lucius Calpurnius Bibulus
- 32–31 v.Chr.: Quintus Oppius
- 31–29 v.Chr.: Quintus Didius
- 29–28 v.Chr.: Marcus Valerius Messalla Corvinus
- 28/27–25 v.Chr.: Marcus Tullius Cicero
- 25–23 v.Chr.: Marcus Terentius Varro
- 23–12 v.Chr.: Marcus Vipsanius Agrippa
- ca. 13–10 v.Chr.: Marcus Titius
- ca. 10–8/7 v.Chr.: Gaius Sentius Saturninus
- 7/6–5/4 v.Chr.: Publius Quinctilius Varus
- 4–1 v.Chr.: Lucius Calpurnius Piso Caesoninus (?)
- 1 v.Chr.–4 n.Chr.: Gaius Caesar
- 4–6 n.Chr.: Lucius Volusius Saturninus
- 6–12 n.Chr.: Publius Sulpicius Quirinius
- 12–17 n.Chr.: Quintus Caecilius Metellus Creticus Silanus
- 17/18–19 n.Chr.: Gnaeus Calpurnius Piso
- ca. 19–21 (23?) n.Chr.: Gnaeus Sentius Saturninus
- 21 (23?)–32(?) n.Chr.: Lucius Aelius Lamia (niet in ambt getreden)
- 21 (23?)–32(?) n.Chr.: Pacuvius (verving Lamia in het ambt)
- 32–35 n.Chr.: Lucius Pomponius Flaccus
- 35–38 n.Chr.: Lucius Vitellius
- 39–42 n.Chr.: Publius Petronius
- 42–44 n.Chr.: Gaius Vibius Marsus
- 44–49 n.Chr.: Gaius Cassius Longinus
- 50/51–59/60 n.Chr.: Gaius Ummidius Durmius Quadratus
- 59/60–63 n.Chr.: Gnaeus Domitius Corbulo
- 63-67 n.Chr.: Gaius Cestius Gallus
- 67-69 n.Chr.: Gaius Licinius Mucianus
- 70-72 n.Chr.: Lucius Iunius Caesennius Paetus
- 73-78 n.Chr.: Marcus Ulpius Traianus
- 104-108 n.Chr.: Aulus Cornelius Palma Frontonianus
- 108-112 : Lucius Fabius Iustus
- 114-115 : Gaius Julius Quadratus Bassus
- 117-119 : Lucius Catilius Severus Iulianus Claudius Reginus
- 129-136 : Gaius Quinctius Certus Poblicius Marcellus

## Legatus pro praetorevanSyria Palestina(136-193)
- 136-140 : Sextus Julius Major
- 166-175 : Avidius Cassius
- 191-193 : Pescennius Niger